# Федчук Клавдія Петрівна
Клавдія Петрівна Федчук (25 травня 1911, Мухалатка — дата смерті невідома) — українська радянська скульпторка; членкиня Спілки радянських художників України.

## Біографія
Народилася 25 травня 1911 року в селі Мухалатці (нині у складі селища Санаторного Ялтинського району Автономної Республіки Крим). 1948 року закінчила Київський художній інститут, де навчалася у Макса Гельмана, Леоніда Шервуда, Михайла Лисенка.
Мешкала у Сімферополі в будинку на вулиці Ульяновській, № 5.

## Творчість
Працювала в галузі станкової скульптури. Серед робіт:
- «Старий більшовик» (1957);
- «Комсомолка Дін Шин-Тін» (1958);
- портрет письменника Миколи Бірюкова (1960);
- портрет інженера-винороба А. Єгорова (1960);
- «Дитинство Тараса» (1961).

Брала участь у республіканських виставках з 1957 року. 